# Kukier
Kukier (ros. Кукер) – wieś w Rosji, w Dagestanie, w rejonie gunibskim. W 2010 liczyła 14 mieszkańców, głównie Awarów.